# Кубок России по мини-футболу 2016/2017
25-й розыгрыш Кубка России по мини-футболу проходил с 15 сентября 2016 года по 26 марта 2017 года. В соревновании приняло участие 40 команд. Схема розыгрыша состояла из двух предварительных этапов (участники были разбиты на две конференции: «Запад» и «Восток») и плей-офф, начинающегося с 1/8 финала.

## Плей-офф
Первые матчи в каждой паре проходили на площадках команд, указанных первыми, ответные — на площадках команд, указанных вторыми. Исключением стала пара 1/8 финала «Спартак» — «Газпром-Югра», в которой по договорённости между клубами оба матча проводились в Люберцах.

### 1/8 финала
15 октября — 28 ноября 2016 года
| Команда 1         | Итог | Команда 2       | 1-й матч  | 2-й матч   |
| ----------------- | ---- | --------------- | --------- | ---------- |
| ЗиК-УрФУ          | 2:21 | Динамо          | 0:7 (0:4) | 2:14 (0:4) |
| Прогресс          | 3:7  | Синара          | 1:0 (1:0) | 2:7 (1:4)  |
| Ишим-Тюмень-2     | 4:9  | Тюмень          | 0:4 (0:2) | 4:5 (1:3)  |
| Норильский никель | 8:8  | Новая генерация | 2:5 (0:2) | 6:3 (0:1)  |
| Элекс-Фаворит     | 0:14 | Дина            | 0:6 (0:3) | 0:8 (0:5)  |
| Ухта              | 2:9  | КПРФ            | 0:5 (0:4) | 2:4 (1:2)  |
| Спартак           | 5:15 | Газпром-Югра    | 3:8 (1:2) | 2:7 (1:3)  |
| Алмаз-АЛРОСА      | 6:8  | Сибиряк         | 3:1 (2:0) | 3:7 (1:4)  |

### 1/4 финала
11 января — 8 февраля 2017 года
| Команда 1         | Итог | Команда 2    | 1-й матч  | 2-й матч  |
| ----------------- | ---- | ------------ | --------- | --------- |
| Норильский никель | 5:12 | Динамо       | 3:3 (3:1) | 2:9 (1:3) |
| Синара            | 5:6  | Тюмень       | 2:1 (1:0) | 3:5 (1:2) |
| Дина              | 10:4 | Газпром-Югра | 1:2 (0:1) | 9:2 (4:0) |
| КПРФ              | 5:10 | Сибиряк      | 3:5 (2:3) | 2:5 (1:4) |

### 1/2 финала
15 — 28 февраля 2017 года
| Команда 1 | Итог | Команда 2 | 1-й матч  | 2-й матч   |
| --------- | ---- | --------- | --------- | ---------- |
| Дина      | 18:5 | Сибиряк   | 7:1 (2:0) | 11:4 (5:2) |
| Тюмень    | 7:9  | Динамо    | 4:4 (3:2) | 3:5 (0:2)  |

### Финал
23 — 26 марта 2017 года
| Команда 1 | Итог | Команда 2 | 1-й матч  | 2-й матч  |
| --------- | ---- | --------- | --------- | --------- |
| Дина      | 7:6  | Динамо    | 5:3 (3:3) | 2:3 (1:1) |

Первый матч
| 23 марта 2017 19:00 MSK                                   | \| Дина \| 5:3 (3:3) \| Динамо \| \| Эскердинья 9′, 23′, 50′ (10м) · Багиров 10′ · Абрамов 36′ \| Голы \| Шакиров 11′ · Сирило 16′ · Фукин 20′ \| | ДС «Квант» Судья: Салата В.          |
| Дина                                                      | 5:3 (3:3) | Динамо                               |
| Эскердинья 9′, 23′, 50′ (10м) · Багиров 10′ · Абрамов 36′ | Голы | Шакиров 11′ · Сирило 16′ · Фукин 20′ |

Второй матч
| 26 марта 2017 17:00 MSK                  | \| Динамо \| 3:2 (1:1) \| Дина \| \| Фукин 13′ · Сергеев 49′ · Нандо 50′ (6м) \| Голы \| Эскердинья 13′ · Абрамов 48′ \| | УСК «Подмосковье» Судья: Михеев С. |
| Динамо                                   | 3:2 (1:1) | Дина                               |
| Фукин 13′ · Сергеев 49′ · Нандо 50′ (6м) | Голы | Эскердинья 13′ · Абрамов 48′       |

| Обладатель Кубка 2016-17 |
| Дина Восьмой титул       |
| ------------------------ |